# Buchsee (Münsing)
Buchsee ist ein Gemeindeteil von Münsing im oberbayerischen Landkreis Bad Tölz-Wolfratshausen auf der Gemarkung Münsing.
Der Ort liegt am Südostufer des Buchsees.
Bei der Volkszählung 1987 wurden in der Einöde drei Bewohner festgestellt.